# Carving

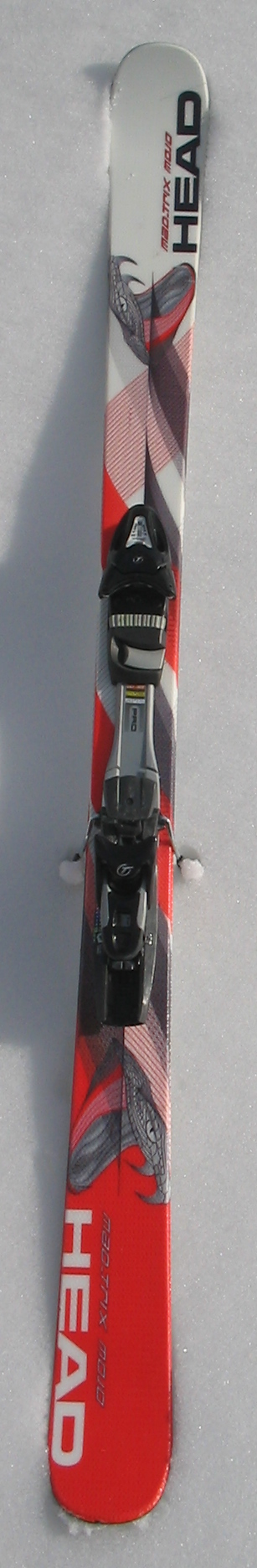
Esquí carving

Càrving és un tipus d'esquís parabòlics que han reemplaçat als rectes tradicionals. El càrving serveix per dur a terme un gir parabòlic.

## Avantatges
Aquest tipus d'esquís permeten accelerar l'aprenentatge. El disseny és més curt i ample, en forma de paràbola i permet velocitat sense pèrdua de control. Dona a l'esquiador una major estabilitat i exigeixen menys esforç físic per realitzar els girs. Es diu que l'esquí càrving té forma de talla de vespa.